# Lotus Evora GTE
Chronologie des modèles (2010-2011)
La Lotus Evora GTE est une voiture de course conçue pour courir dans la catégorie GTE de l'Automobile Club de l'Ouest (ACO) et de la fédération internationale de l'automobile (FIA). Elle est dérivée de la Lotus Evora d'où elle tire son nom.

## Aspects techniques
La Lotus Evora GTE utilise le châssis autoporteur en aluminium de la Lotus Evora (version route). Elle est équipée du moteur V6 Toyota 2GR-FE, préparé par Cosworth, ainsi que d'une boîte de vitesses séquentielle à six rapports.

## Histoire en compétition
Exploitée par Jetalliance Racing, elle effectue ses premiers tours de roues le 7 avril 2011. Selon Claudi Berro, le responsable du département compétition de Lotus, la version GTE est plus rapide que la version GT4 : « Avec des pneus plus grands et une suspension complètement revue, l'Evora GTE gagne dix secondes au tour par rapport à la version GT4 »,.
Elle entre pour la première fois en compétition lors des 1 000 kilomètres de Spa de la même année. Une seule des deux voitures franchit la ligne d'arrivée.
En 2012, Lotus Sport USA engage une Lotus Evora GTE en American Le Mans Series,.